# Andwil (Saint-Gall)
Pour les articles homonymes, voir Andwil.
Andwil est une commune suisse du canton de Saint-Gall, située dans la circonscription électorale de Saint-Gall.

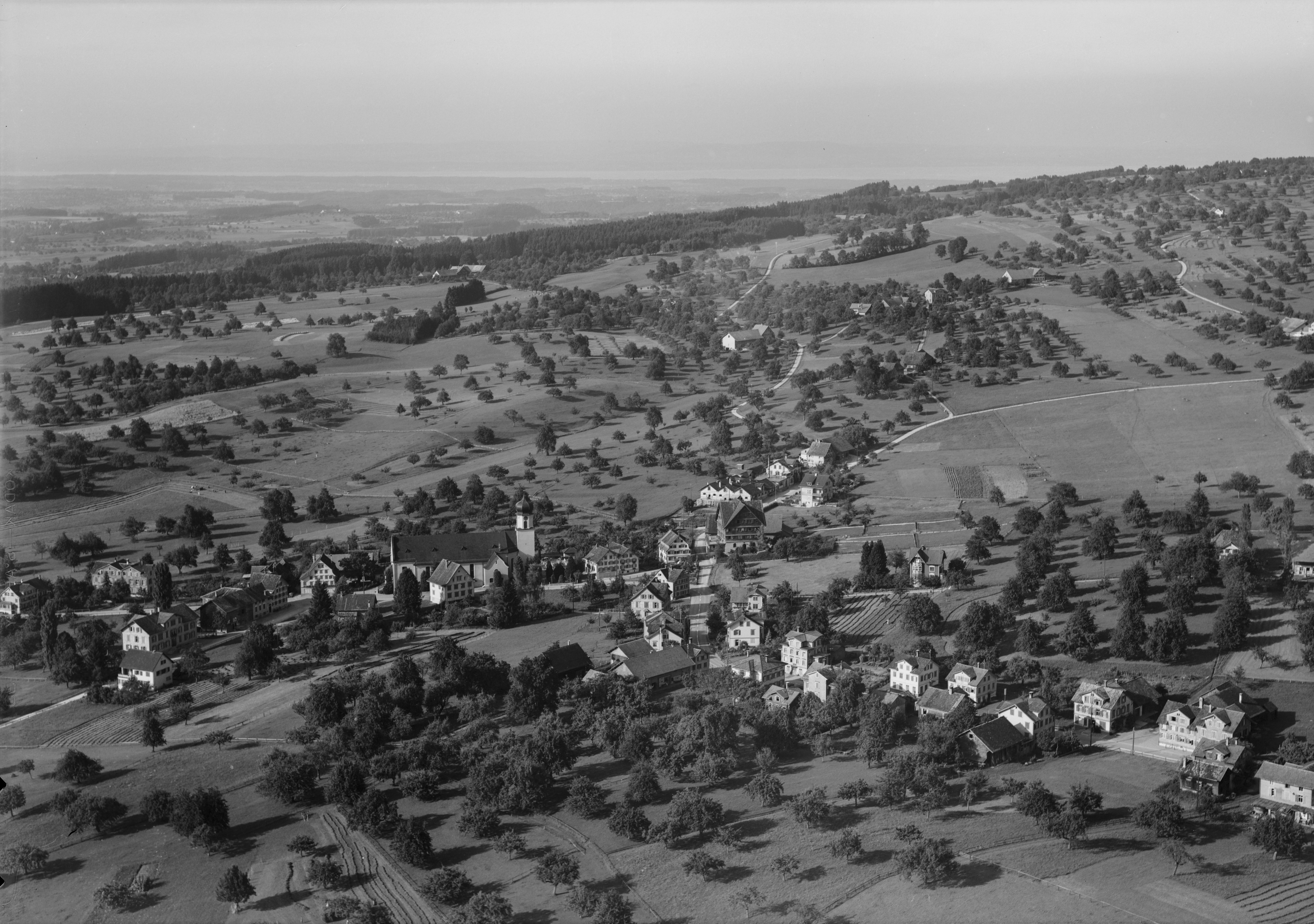
Photo aérienne (1954)

## Monuments et curiosités
L'église paroissiale Saint-Othmar fut construite en 1731-32 par Johann Pfister, puis prolongée en 1932-33 et rénovée par Albert Rimli.
L'ancienne auberge Hirschen, à l'est de l'église, édifiée en 1732 par Johann Grütter, contient des peintures rococo rustiques dans une des chambres à coucher.